# Blauwasserrouten

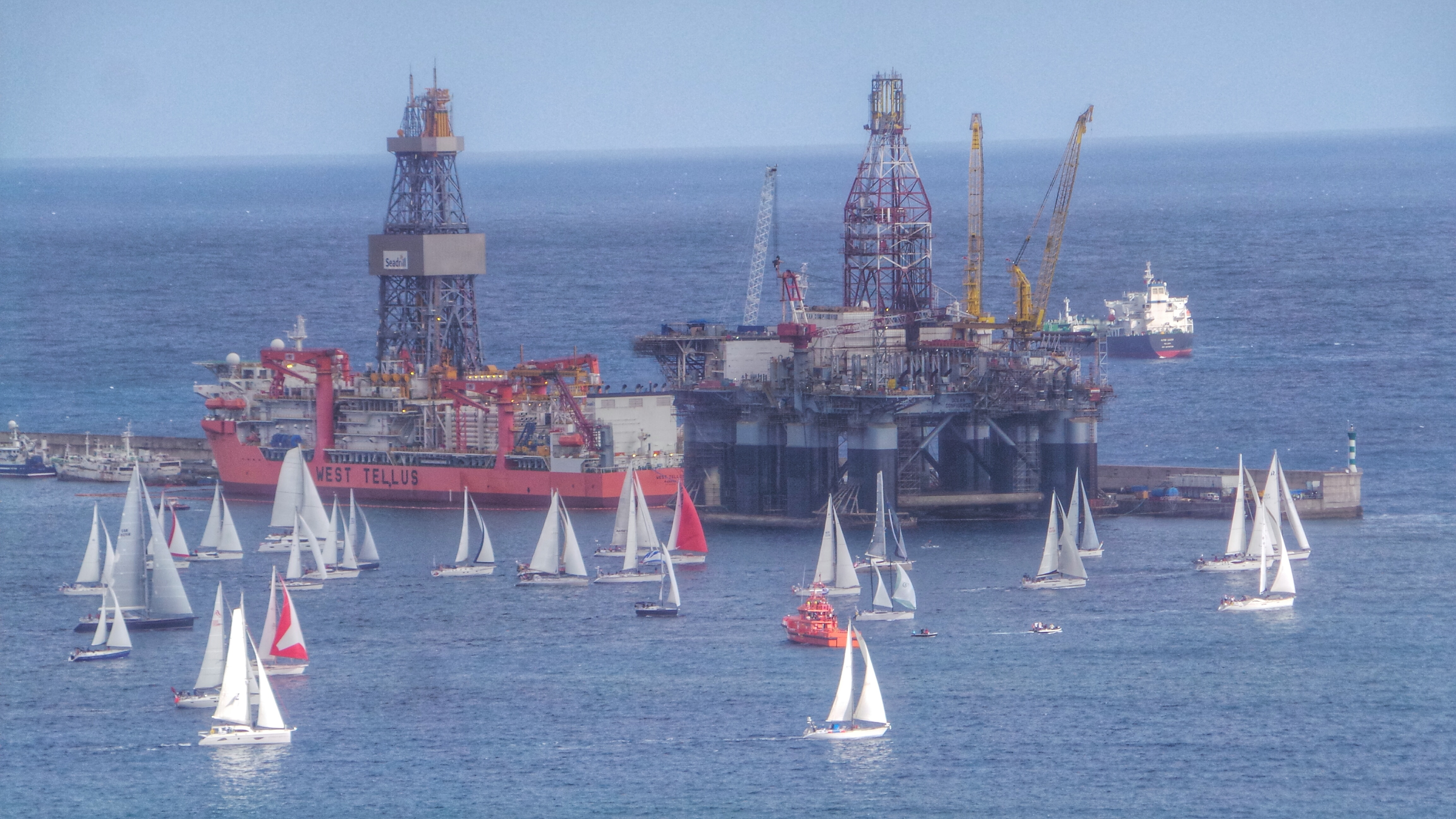
Start zur ARC 2014 in Las Palmas de Gran Canaria

Die Blauwasserrouten oder Segelrouten über die Weltmeere sind die Strecken, die insbesondere Segelschiffe und Segelyachten bei der Überquerung der Meere bevorzugen. Seit Beginn der weltweiten Seefahrt werden Aufzeichnungen darüber geführt, welche Strecken zu welcher Jahreszeit befahren und welche Wetterbedingungen dabei angetroffen wurden. Daraus lassen sich monatliche oder jährliche Karten für den besten Wind aber die geringste Wahrscheinlichkeit schwerer Stürme entlang einer Route erstellen. Zusammen mit den ebenfalls jahreszeitlich bedingten Meeresströmungen ergeben sich einige klar bevorzugte Routen, um einen bestimmten Ozean zu überqueren. Der überwiegende Teil der Blauwassersegler wählt für eine teilweise oder vollständige Weltumsegelung entlang der sogenannten Barfußroute diese von Generationen an Seefahrern erforschten und dokumentierten Wege.
Klassischerweise beginnen Weltumsegelungen in Nordeuropa, in Norddeutschland (Wilfried Erdmann), in Südengland oder im französischen Les Sables-d’Olonne (z. B. auch die Regatta Vendée Globe) – wobei natürlich jeder andere Hafen möglich ist.

## Allgemeines
Dieser Artikel befasst sich hauptsächlich mit den Routen, die Segelschiffe wählen, wenn sie die Ozeane überqueren wollen. Für die Handelsschifffahrt spielen Überlegungen zu Windsystemen und Strömungen heute eine untergeordnete Rolle, denn sie kommen dank starker Maschinen fast immer dagegen an. Die Durchschnittsgeschwindigkeit eines Frachters beträgt wenigstens 15 Knoten, moderne Frachter erreichen 25–30 Knoten. Fahrtenyachten erreichen – abhängig von ihrer Größe, siehe Rumpfgeschwindigkeit – demgegenüber selten Geschwindigkeiten von mehr als etwa 12 Knoten. Und dies auch nur bei guten Windbedingungen und flacher See.
Segelyachten können die großen Distanzen autark zurücklegen, sind dabei aber auf Wind angewiesen. Winde in Sturmstärke oder hohe Wellen können ihnen aber gefährlich werden. Der Wind soll außerdem möglichst aus achterlichen Richtungen kommen, denn Kreuzen gegen den Wind bedeutet, dass mindestens das Eineinhalbfache der Strecke zurückgelegt werden muss. Bei Seegang ist es unter Umständen gar nicht mehr vernünftig möglich. Nur große Motoryachten können genügend Treibstoff mitführen, um einen Ozean zu überqueren. Sie fahren dabei ähnlich langsam wie Segelyachten, denn der hohe Verbrauch schließt Gleitfahrt aus.
Die Distanzen zwischen den möglichen An- und Abreisehäfen sind in Seemeilen angegeben, der üblichen Längeneinheit in der Seefahrt. Eine Weltumrundung summiert sich zu wenigstens 21.600 Seemeilen, das sind knapp über 40.000 Kilometer.

## Atlantik

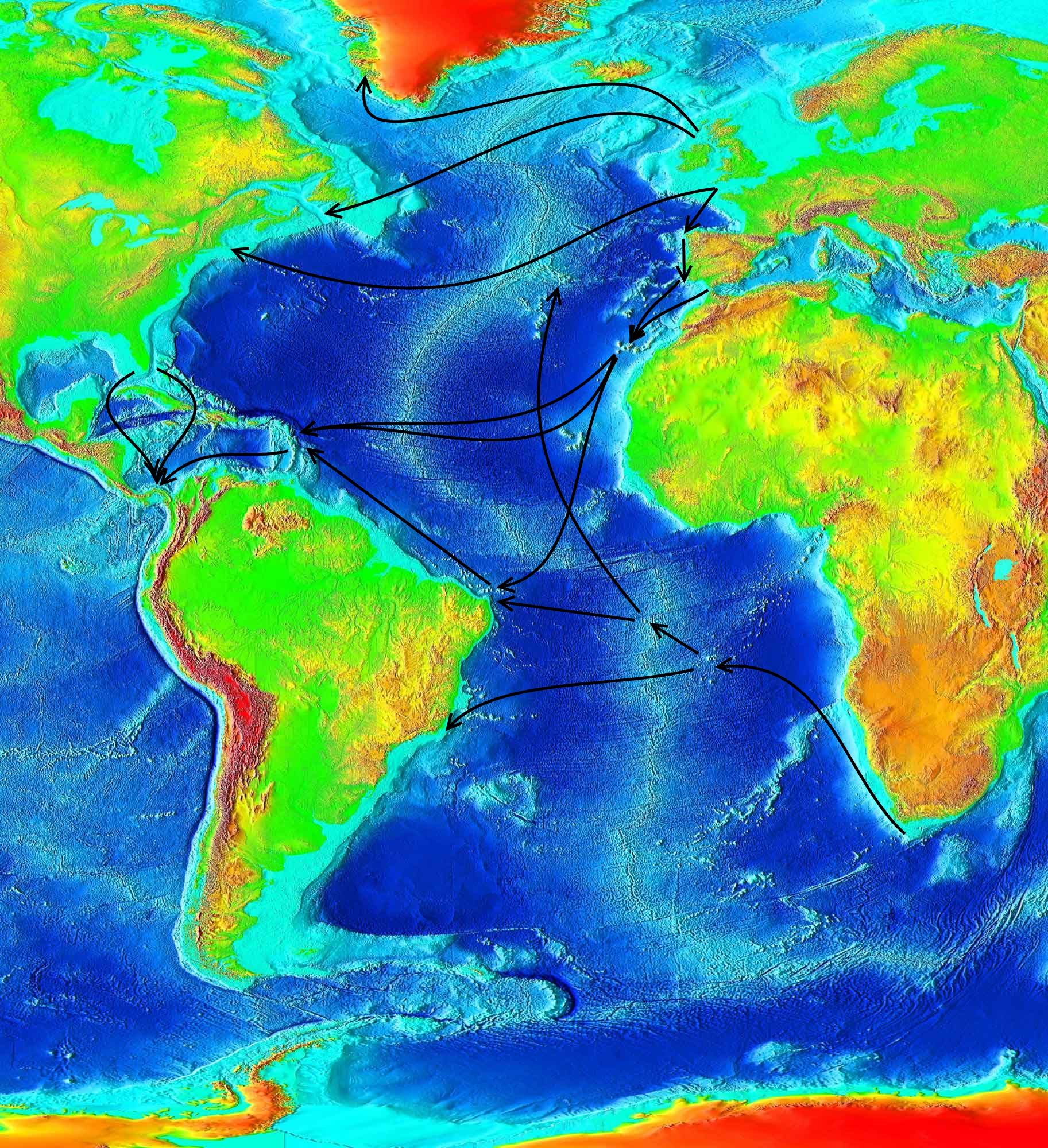
Nord- und Südatlantik mit den bevorzugten Segelrouten in Richtung Westen.

Die Atlantiküberquerung ist die historisch bedeutendste Ozeanüberquerung, seit Christoph Kolumbus 1492 Amerika entdeckte und im Anschluss daran der Handel mit Amerika (und Afrika) aufblühte. Die zu bevorzugenden Routen über den Atlantik haben historisch auch den atlantischen Dreieckshandel begünstigt: Die „Ware“ konnte so nicht nur gewinnbringend verschifft werden, sondern auch schnell und mit relativ geringem Risiko.

### Westwärts
Von Nordeuropa aus führt die erste Etappe über die Biscaya nach Galicien, danach entlang der portugiesischen Westküste nach Süden und mit dem ersten großen Schlag von etwa 700 sm zu den Kanarischen Inseln, mit einem möglichen Zwischenstopp auf Madeira. Vom Mittelmeer her ist Gibraltar häufig der letzte kontinentaleuropäische Hafen vor den Kanaren.
Von den Kanarischen Inseln aus beginnt die eigentliche Atlantiküberquerung. Je nach dem Stand des Passatgürtels wird man erst noch ein bisschen weiter nach Südwesten segeln, um zwischen ungefähr 15 und 20 Grad nördlicher Breite auf die beständigen nordöstlichen Passatwinde zu treffen. Die südliche Route führt nah an den Kapverdischen Inseln vorbei, so dass dort nochmals ein Zwischenstopp möglich ist. Je nach gewählter Route sind zwischen 2660 sm (nördlichste Route) und 2900 sm (über Kapverden) zurückzulegen. Ziel sind meist die Inseln Antigua oder St. Lucia der Kleinen Antillen. Die Reisezeit ist November bis März, die beste Zeit meist Dezember oder Januar. In der Zeit zwischen Juni und November ist das Risiko tropischer Wirbelstürme relativ groß, so dass man diese Zeit zu meiden versucht. Diese Daten entstanden aufgrund der eingangs erwähnten empirischen Messwerte und Aufzeichnungen und sind natürlich keine Garantie für eine sorglose Überfahrt.
Jeden Herbst startet in Las Palmas de Gran Canaria die Atlantic Rally for Cruisers, eine Regatta, deren Hauptziel es ist, die teilnehmenden Yachten sicher über den Atlantik zu begleiten. Die Organisatoren überprüfen vor dem Start die Sicherheit der Yachten und geben unterwegs Informationen über Wetter und andere Gefahren an die Schiffe weiter.
Neben obiger „Standardroute“, die etwa 98 % aller Segler für die Atlantikpassage nehmen dürften, gibt es noch einige andere. Die zentrale Route vom Ärmelkanal und dem Absprunghafen Falmouth nach Neuschottland, Newport oder New York war die bei Passagierschiffen übliche. Das war auch die Route, auf der die Titanic unterwegs war, bevor sie für immer im Atlantik versank. Segler wählen diesen Kurs eigentlich nur, wenn sie unbedingt müssen. Denn abgesehen vom Gegenwind, mit dem man hier vermehrt rechnen muss, steht der Golfstrom gegenan und es muss vor Neufundland auch mit Nebel oder Eisbergen gerechnet werden.
Die Wikinger – heutiger Forschung entsprechend hat Erich der Rote Amerika entdeckt und nicht Christoph Kolumbus – befuhren jahrhundertelang noch nördlichere Routen, über Island oder Nuuk in Grönland nach Neufundland. Im Sommer können diese Routen auch von entsprechend ausgerüsteten Seglern befahren werden, da hier wieder mit Ostwind gerechnet werden darf. Allerdings sind die Wetter- und Eisbedingungen trotzdem ganz andere als auf der Passatroute.

### Ostwärts

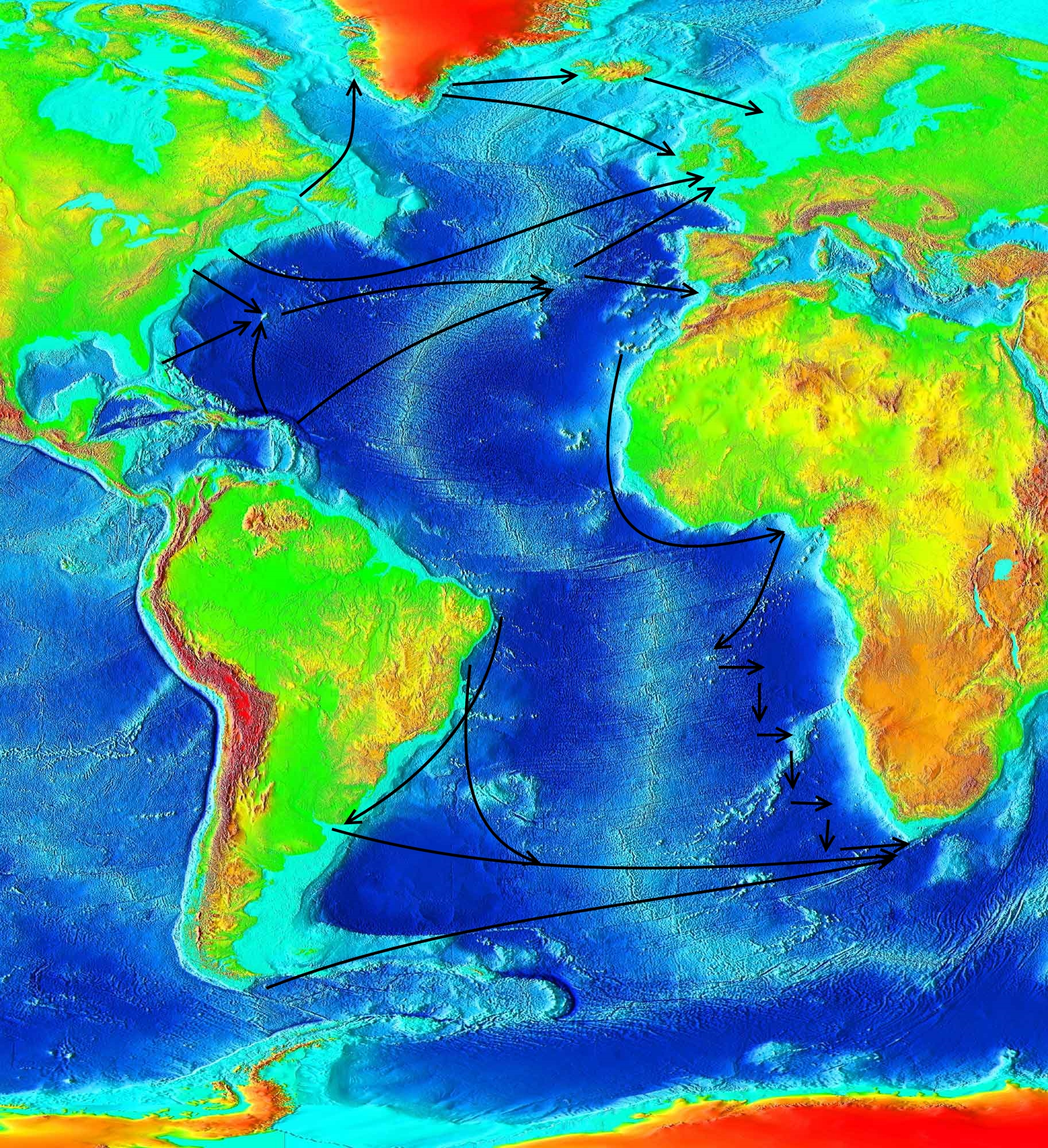
Nord- und Südatlantik mit den bevorzugten Segelrouten in Richtung Osten.

Für die Reise von der Karibik oder der nordamerikanischen Ostküste zurück nach Europa führen die meisten Routen über die Bermudas und die Azoren. Im Frühling (März/April/Mai) bricht man von der US-Ostküste oder den Karibikinseln, auf denen man den Winter verbrachte, auf, und segelt die rund 900 sm (von Miami oder Antigua) nach Bermuda.
Zweiter wichtiger Zwischenhalt, den viele Yachten einlegen, sind die Azoren. In Horta befindet sich das Peter Café Sport, das unter Seglern bekannteste Restaurant der Welt. Die beste Route dorthin ist nicht eindeutig geklärt. Man wird zwar vorwiegend westliche Winde vorfinden und der Golfstrom schiebt von hinten, aber es ist auch mit längeren Flauten zu rechnen. Die beste Zeit für diese Reise ist im Monat Mai, zwischen Juni und November muss mit Wirbelstürmen gerechnet werden. Das letzte Stück der Reise von den Azoren an die europäische Küste oder ins Mittelmeer folgt dann im Juli oder August. Wer nach Nordeuropa will, muss bei bestehendem Azorenhoch noch eine gewisse Zeit mit Nordwind kämpfen, weshalb auch zunächst die portugiesische Küste angelaufen werden kann.
Die direkte Route von der Ostküste nach Falmouth ist ebenfalls eine Option, hier besteht allerdings wie auf dem Gegenkurs vor Neufundland die erhebliche Gefahr von Nebel und Eisgang. Kurse noch weiter nördlich wird erneut nur wählen, wer sich der Gefahren der arktischen Gewässer bewusst ist.

## Südatlantik
Der Südatlantik wird von Fahrtenseglern meist links liegen gelassen, da er abseits der Barfußroute liegt. Wer sich allerdings dafür entscheidet, Afrika südlich zu runden statt durch den Suezkanal zu fahren, muss auch den Weg über den Südatlantik nehmen. Man kann dabei entweder entlang der afrikanischen Westküste nordwärts Richtung Europa ziehen und so den Kreis schließen, oder den Südatlantik auf Höhe Brasiliens überqueren und der dortigen Küste entlang nach Norden in die Karibik segeln.
Der Südatlantik gilt als eines der sichersten Meere der Erde, denn die Sturmhäufigkeit ist sehr gering, und tropische Wirbelstürme gibt es hier nicht – bisher wurde eine einzige Wetterbeobachtung eines potentiellen Zyklons im Südatlantik gemacht. Lediglich vor der argentinischen Küste treten gelegentlich stärkere Winde und Böen auf.

### Nach Norden und Westen
Der erste Teil, vom Kap der Guten Hoffnung entlang der Westküste bis Namibia ist, bis auf die Gefahr von Küstennebel relativ unproblematisch. Der Benguelastrom setzt mit bis zu 2 Knoten in Fahrtrichtung und auch der Wind kommt vorwiegend aus Südwesten. Die meisten Segler steuern danach eine oder gar beide der mitten im Atlantik liegenden Inseln St. Helena und Ascension an, denn diese liegen sowohl im Benguelastrom, der nach Brasilien führt, als auch annähernd auf der direkten Route nach Europa. Bis rüber an die brasilianische Küste läuft der Strom mit und die Windrichtung ist meist achterlich. Dies ermöglicht schnelle Überfahrten, mit dem einzigen Nachteil großer Rollbewegungen während der Fahrt. Dies kann das Material stark belasten und begünstigt Seekrankheit. Die Fahrt von Brasilien aus in die Karibik ist ganzjährig möglich, sofern man sich zur Wirbelsturmsaison südlich der üblichen Zugrouten hält. Venezuela und Trinidad beispielsweise können ganzjährig angelaufen werden.
Um von Ascension aus Europa zu erreichen, wird eine Route auf etwa 25° West empfohlen, die direkt zu den Azoren führt. Der Grund ist, dass die Kalmenzone im Westen schmaler ist und so weniger motort werden muss. Auf der Breite der Kanaren oder Kapverden Höhe nach Osten gutzumachen ist wegen des dort bereits vorherrschenden Ostpassats sehr unangenehm. Auch so ist nördlich der Passatzone mit einer längeren Strecke Amwind-Segeln zu rechnen. Auf Höhe des Äquators setzt der äquatoriale Gegenstrom ostwärts.

### Nach Süden und Osten
Die Strecke von den Kanarischen Inseln nach St. Helena ist etwas mühsam, da man viel am Wind segeln muss. Die Empfehlung ist, sich an der afrikanischen Küste entlang zu halten und erst im Golf von Guinea den Kurs Richtung St. Helena abzustecken. Um von St. Helena aus nach Kapstadt zu kommen, muss in der Regel intensiv gekreuzt werden, denn Kapstadt liegt genau in Luv der allgemeinen Windrichtung. Stürme im Südatlantik können die Windrichtung nach Südwest oder Nordwest drehen, was in diesem Fall hilfreich ist. Wegen des Benguelastroms, der auf der Reise nach Norden hilft, sollte man sich bei der Reise nach Süden aber nicht zu nah an der Küste bewegen.
Von Südamerika nach Kapstadt kann man einer fast direkte Route auf zwischen 30° Süd (Südwinter) und 37° Süd (Sommer) folgen. Strom und Winde kommen dann meist von achterlich, allerdings muss auch bereits mit dem Auftreten antarktischer Stürme gerechnet werden. Das Sturmrisiko lässt sich reduzieren, wenn man nördlich von 30° Süd bleibt, bis man den Nullmeridian in östlicher Richtung gequert hat.
Von Piriápolis in Uruguay nach Kapstadt loggt man rund 3560 Seemeilen. Die abgelegene, aber bewohnte Inselgruppe Tristan da Cunha liegt entlang der Route.

## Karibik
Nach Ankunft in der Karibik wird man für gewöhnlich zunächst einige Wochen oder Monate Pause einlegen und nötige Reparaturen an Schiff und Ausrüstung durchführen. Die empfohlene Zeit für die Weiterreise von den Windward Islands zum Panamakanal ist erst zwischen März und Mai. Die direkte Route kann wegen starker Passatwinde sehr stürmisch sein und hoher Seegang kann die Überfahrt erschweren. Die Strecke ist nicht zu unterschätzen, sind es doch über 1100 Seemeilen bis nach Colón.
Von Florida her kann man entweder östlich oder westlich um Kuba herum auf die Einfahrt des Panamakanals zuhalten. Insbesondere auf dem östlichen Kurs muss allerdings damit gerechnet werden, dass man recht lange gegen den Passat kreuzen muss. Eine Unterbrechung der Reise auf Kuba bietet sich an. Die Route nach Kuba oder Florida kann auch entgegengesetzt gesegelt werden, wogegen von der Wahl des direkten Ostkurses von Colón aus zu den Windwards abgeraten wird.
Um vom Atlantik in den Pazifik zu kommen (oder umgekehrt), nehmen die meisten Schiffe den Panamakanal. Die Durchfahrt ist zwar relativ teuer, spart aber viel Zeit und ist die mit Abstand sicherste Variante. Die Alternative, eine Rundung von Kap Hoorn, ist ein Abenteuer für sich und wird aufgrund der dort praktisch permanent wehenden Stürme nur von erfahrenen Crews in Erwägung gezogen. Die dritte Möglichkeit, eine Durchfahrt der Nordostpassage ist dann definitiv eine Expedition für sich und wird jährlich nur von ganz wenigen Schiffen versucht. Sie ist nur aufgrund der Klimaerwärmung immer häufiger überhaupt möglich.

## Pazifik

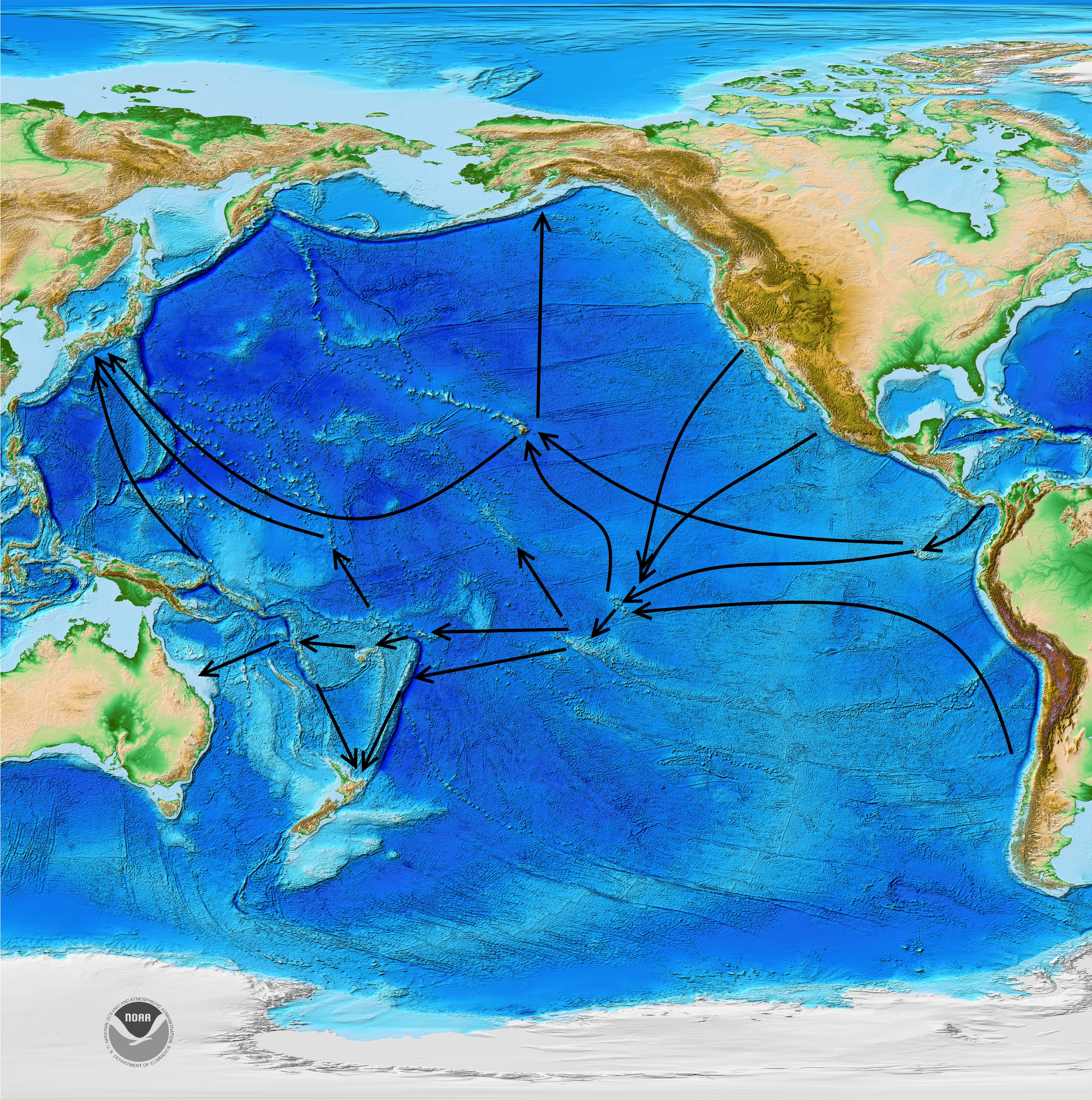
Bevorzugte Segelrouten über den Pazifischen Ozean in westlicher Richtung

Der Pazifische Ozean ist das mit Abstand größte der Weltmeere. Entsprechend groß sind hier auch die Distanzen der einzelnen Schläge. Entlang der häufigsten Routen finden sich zwar einige Inseln, diese bieten aber teilweise nur einen geringen Schutz, sind wegen flacher Riffe schwierig anzulaufen und bieten keinerlei Infrastruktur. Vor dem Ablegen in die traumhafte Südsee (entsprechend der Vorstellung vieler) ist also eine ausgiebige Verproviantierung des Schiffes und Organisation wichtiger Ersatzteile unabdingbar. Für Blauwassersegler scheitert die Beschaffung von Ersatzteilen oft nicht an den Kosten, sondern schlicht an deren Verfügbarkeit am benötigten Ort. Zu Zeiten der Sextantennavigation war auch ein sehr genauer Umgang mit diesem Instrument erforderlich, um an den teilweise sehr kleinen Inseln nicht einfach vorbeizufahren.

### Die Kokosnusstour
Der Abschnitt der „Barfußroute“, die über den Südpazifik führt, nennt man auch „Kokosnusstour“ (englisch coconut milk run). Von der amerikanischen Westküste aus fährt man die Marquesas (Französisch-Polynesien) an, allerdings idealerweise nicht auf einem direkten Kurs. Da man die Kalmenzone durchqueren muss, fährt man den Erfahrungen nach erst etwas weiter nach Westen bis 05°N, 150°W, um dann mit Südkurs diesen Schwachwindgürtel zu durchqueren. Von Panama aus machen viele Yachten einen Zwischenstopp auf den Galapagos-Inseln, um die dortige Tierwelt zu bestaunen. Danach führt die Route ebenfalls westwärts zu den Marquesas. Trickreich sind die äquatorialen Strömungen im Pazifik. Der Südäquatorialstrom setzt in der Umgebung des Äquators nach Westen. Seine beiden Gegenströme nördlich und südlich davon sind der Äquatoriale Gegenstrom und der Südäquatoriale Gegenstrom. Insbesondere letzterer ist aber schwer voraussehbar, sowohl bezüglich der genauen Position (die Angaben schwanken zwischen 5°N und 10°S) als auch bezüglich der Stärke, insbesondere in Jahren des El Niño. Im Nordwinter (November bis Mai) ist im ganzen Südpazifik mit tropischen Wirbelstürmen zu rechnen. Aufgrund des riesigen Fetch im Pazifik sind diese für Yachten äußerst gefährlich und die meisten Segler bringen sich deshalb vor dieser Zeit etwa in Australien, Neuseeland oder in den Salomonen in Sicherheit. Von Balboa in Panama bis zur Academia-Bucht auf den Galapagos sind es 950 sm, von dort nach Taiohae auf den Marquesas weitere 2960 sm.
Von Marquesas oder dem südöstlich davon gelegenen Papeete (Tahiti) aus kann man die eigentlichen „Traumziele“ in der Südsee anlaufen: Tahiti selbst, Bora Bora, die Cook-Inseln oder die Weihnachtsinseln. Diese befinden sich in einem Umkreis von „nur“ rund 1000 Meilen. Französisch-Polynesien mit den Tuamotus ist allerdings ein tückisches Revier mit vielen Riffen und Atollen, unberechenbaren Strömungen und unsicheren Seekarten. Marquesas bis Tahiti: 760sm; Papeete (Tahiti) bis Rarotonga (Cook-Inseln): 590 sm; Rorotonga bis Vava'u (Tonga): 810 sm; Vava'u bis Suva (Fidschi): 420 sm.
Weiter westwärts führt die Reise über Tonga oder die Fidschi-Inseln entweder nach Neuseeland oder, nördlich davon, über Vanuatu oder Neukaledonien nach Australien. Von Neiafu auf Tonga zum Bay of Islands im Norden Neuseelands sind es nochmal 1200 sm, von den Fidschi-Inseln über Neukaledonien nach Brisbane zählt die Logge 1480 sm.
Auf großen Teilen des Südpazifiks dauert die Wirbelsturmsaison von November bis Mai, währt also den ganzen Südsommer lang. Die Gefahr ist im Zentrum größer als ganz im Osten an der chilenischen Küste, kann aber nie ausgeschlossen werden. Mit teilweise sehr wechselhaften Winden ist immer zu rechnen. Teilweise muss man vor der Abreise die globalen Windsysteme genau betrachten, um den idealen Abreisetermin zu erwischen. Trotz heutiger Möglichkeiten sind die Wettervorhersagen keine Garantie für gutes Wetter, denn dazu dauern die Überfahrten viel zu lange – verlässliche Voraussagen mehrere Wochen in die Zukunft sind utopisch. Insgesamt umfasst die Strecke zwischen dem Panamakanal und der australischen Westküste etwa 8000 Seemeilen. Bei einem Etmal von durchschnittlich 120–140 Seemeilen (je nach Bootsgröße) dauert die Reise mindestens 50–70 Tage – ohne Pausen.

### Ostwärts über den Pazifik

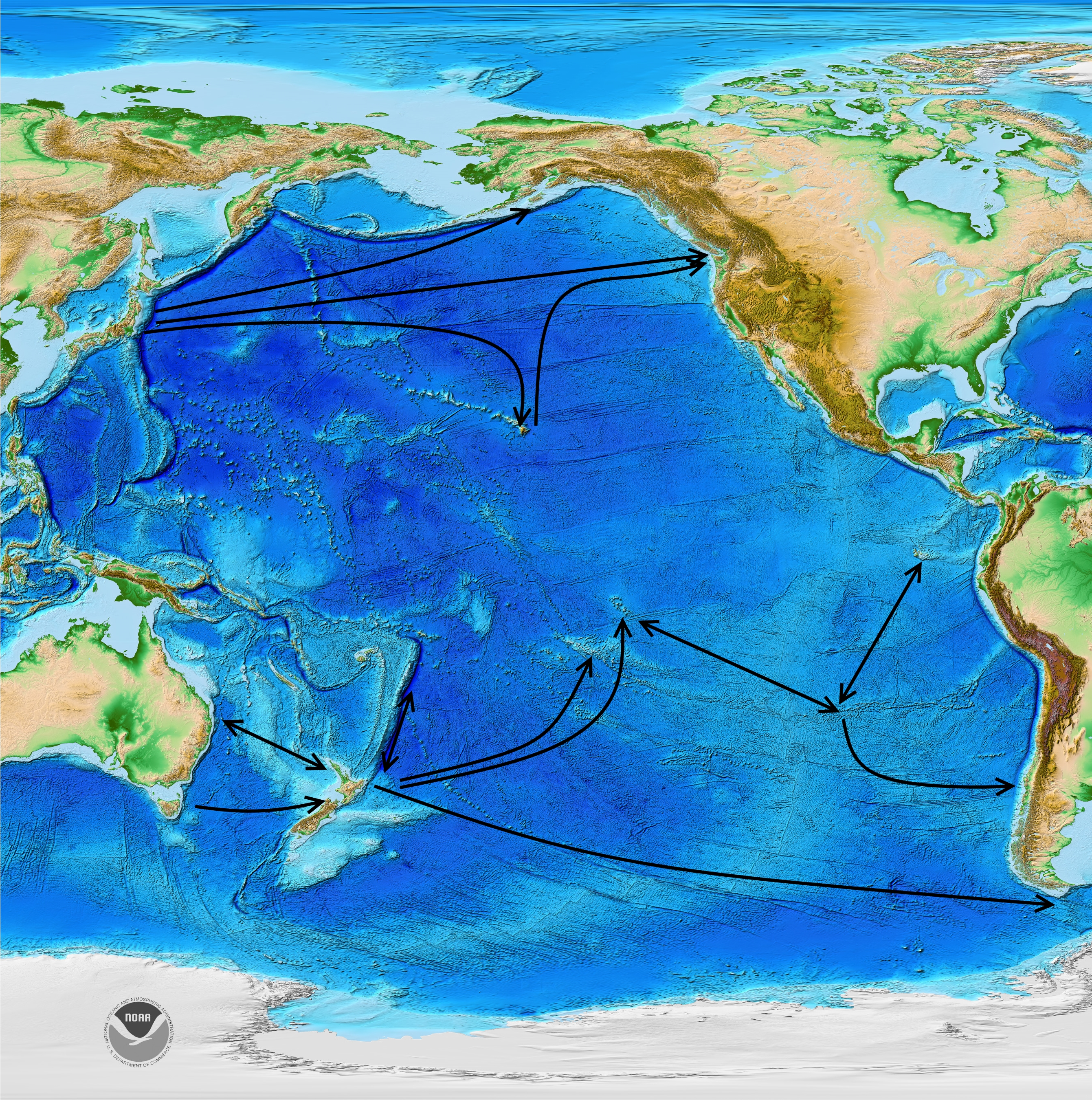
Bevorzugte Segelrouten über den Pazifischen Ozean in östlicher Richtung

Die meisten Routen in diesem Revier können in beide Richtungen gesegelt werden. Von Neuseeland aus Ostwärts sollte man aber eher südlich bleiben und im Bogen nach Raivavae oder Rikitea segeln, um nicht zu sehr in Ostwinde zu gelangen. Allerdings erhöht dies das Risiko von Stürmen etwas und es ist auch kälter. Wer nach Osten und rund Kap Hoorn will, kann im südlichen Westwindgürtel mit beständigem Raumschotswind rechnen – häufig allerdings in Sturmstärke. Für das ganze Südpolarmeer gilt im Übrigen: Es herrschen praktisch beständige Westwinde, die Stürme sind sehr häufig und sehr schwer. Da es südlich von etwa 50° Süd keine Landmassen mehr gibt (Kap Hoorn liegt einsam auf 55° Süd), können Stürme und die von ihnen erzeugten Wellensysteme ungehindert rund um den Erdball ziehen und gewaltige Energien transportieren. Nur ganz wenige wagen es, in diesen Breiten zu segeln, noch weniger, hier westwärts, also gegen den Wind, zu segeln. Wilfried Erdmann war einer der wenigen, der dieses Unternehmen wagte.

### Nordpazifik
Der Nordpazifik wurde lange von Seglern vernachlässigt, weil die Traumziele, von denen vielen vorschwebt, die einsamen Inseln und weißen Strände des Südens sind. Natürlich gibt es auch an diesem Ozean interessante Ziele, die angesteuert werden können. Vor der amerikanischen Küste sind dies zunächst die Inseln von Hawaii, auf der Westseite insbesondere Japan. Die Alëuten sind bereits sehr weit im Norden, zusammen mit Alaska sind sie aber dennoch lohnende Ziele, wenn die Crew nicht vor etwas kühleren Temperaturen zurückschreckt. Die gesamte amerikanische Westküste bietet ebenfalls viele Möglichkeiten für Entdeckungen. Die Bucht von San Francisco gehört zu den interessantesten Segelrevieren der Welt und eine Unterquerung der Golden Gate Bridge ist besonders eindrücklich.
Die Windsysteme im Nordpazifik begünstigen im Sommer eine Reise Westwärts südlich von etwa 30° Nord. Auch die Strömungen setzen südlich von etwa 25° Nord mehrheitlich westwärts. Zwischen Mai und November ist östlich von etwa 130° bis 140° West allerdings ebenfalls mit Wirbelstürmen zu rechnen. Die Strecke zurück bewältigt man entsprechend dann bevorzugt weiter nördlich, allerdings ist im Nordosten, zwischen Japan und den Alëuten, mit Nebel zu rechnen.
Die Innertropische Konvergenzzone liegt im Sommer etwa zwischen 10° Süd und 10° Nord, also etwa auf Höhe der Weihnachtsinseln und der Marshallinseln, die zur Kokosnusspassage gehören (siehe oben). Eine Reise weiter nördlich vermeidet also diese Schwachwindzonen.

## Südpolarmeer
Das Südpolarmeer ist für Schiffe die gefährlichste Gegend der Welt (siehe Abschnitt „Ostwärts über den Pazifik“). Am Packeisgürtel entlang sind die schnellsten Non-Stop-Weltumsegelungen möglich, weil hier die kürzeste Strecke existiert, die einmal um die Welt führt, ohne vom Land unterbrochen zu werden (noch ist das Packeis der Nordhalbkugel nicht so stark geschrumpft, dass die Wege zuverlässig offen sind). Trotz der Sturmgefahr nehmen einige Segelschiffe im Südsommer von Südamerika aus Kurs auf die Antarktische Halbinsel, z. B. nach Deception Island. Expeditionen nach Südgeorgien sind nur mit dem Schiff möglich. Es gibt mittlerweile auch Kreuzfahrtschiffe in dieser Gegend.

## Indischer Ozean

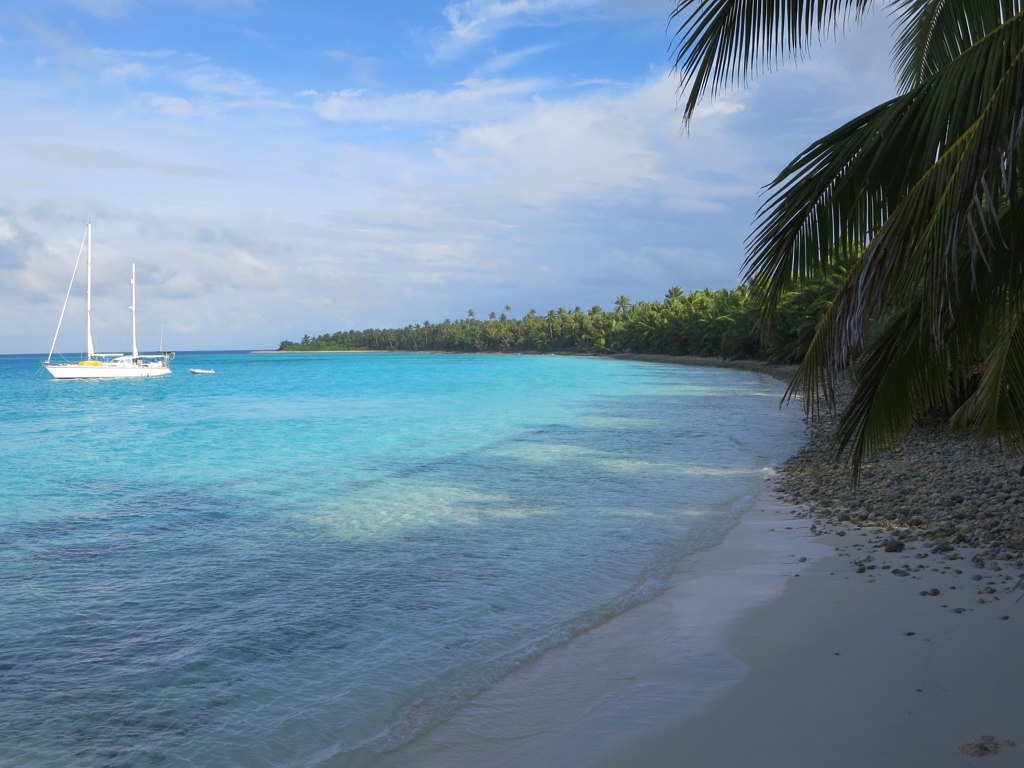
Fahrtenyacht vor Anker auf den Kokosinseln im Indischen Ozean

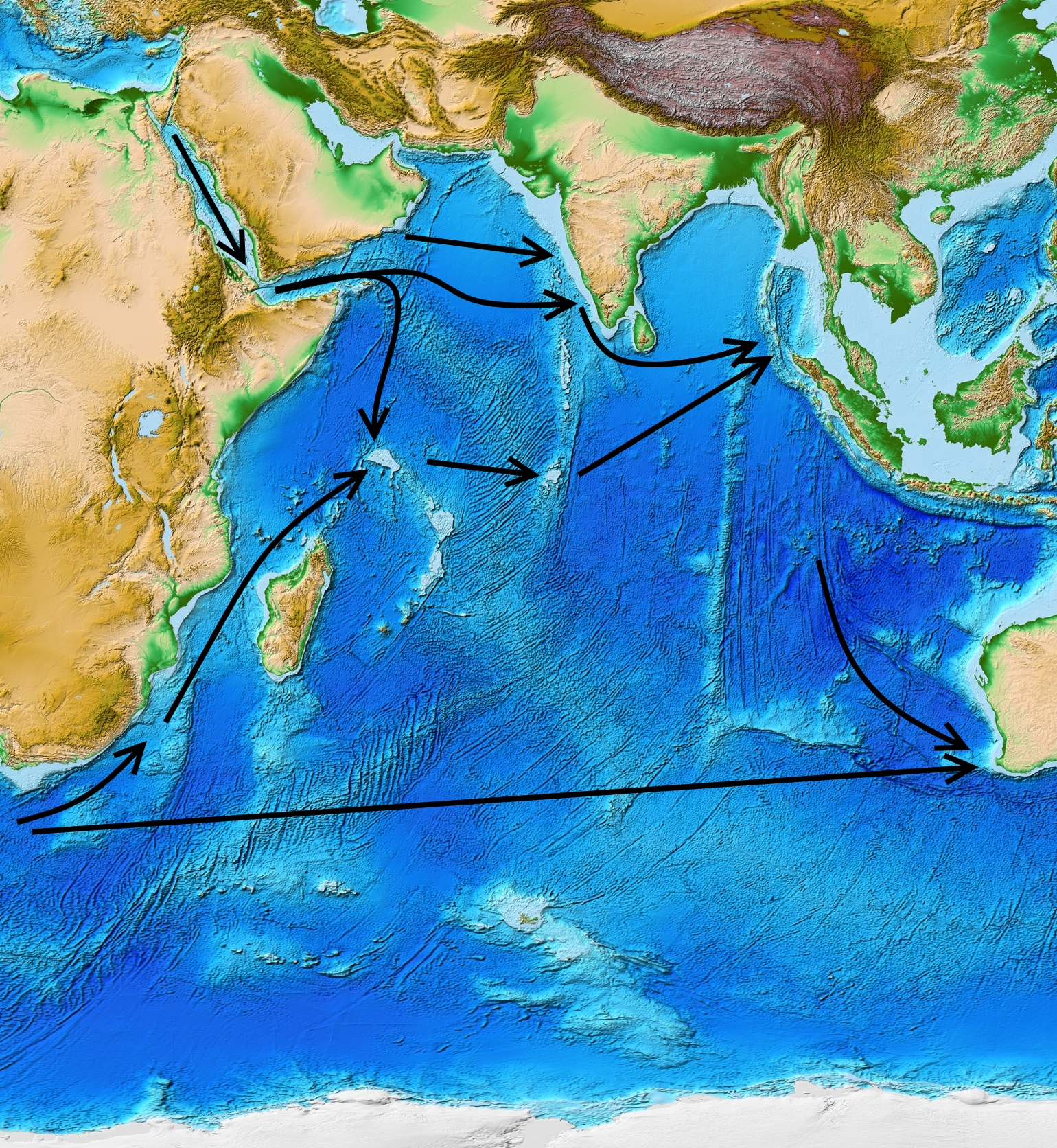
Bevorzugte Segelrouten über den Indischen Ozean in östlicher Richtung

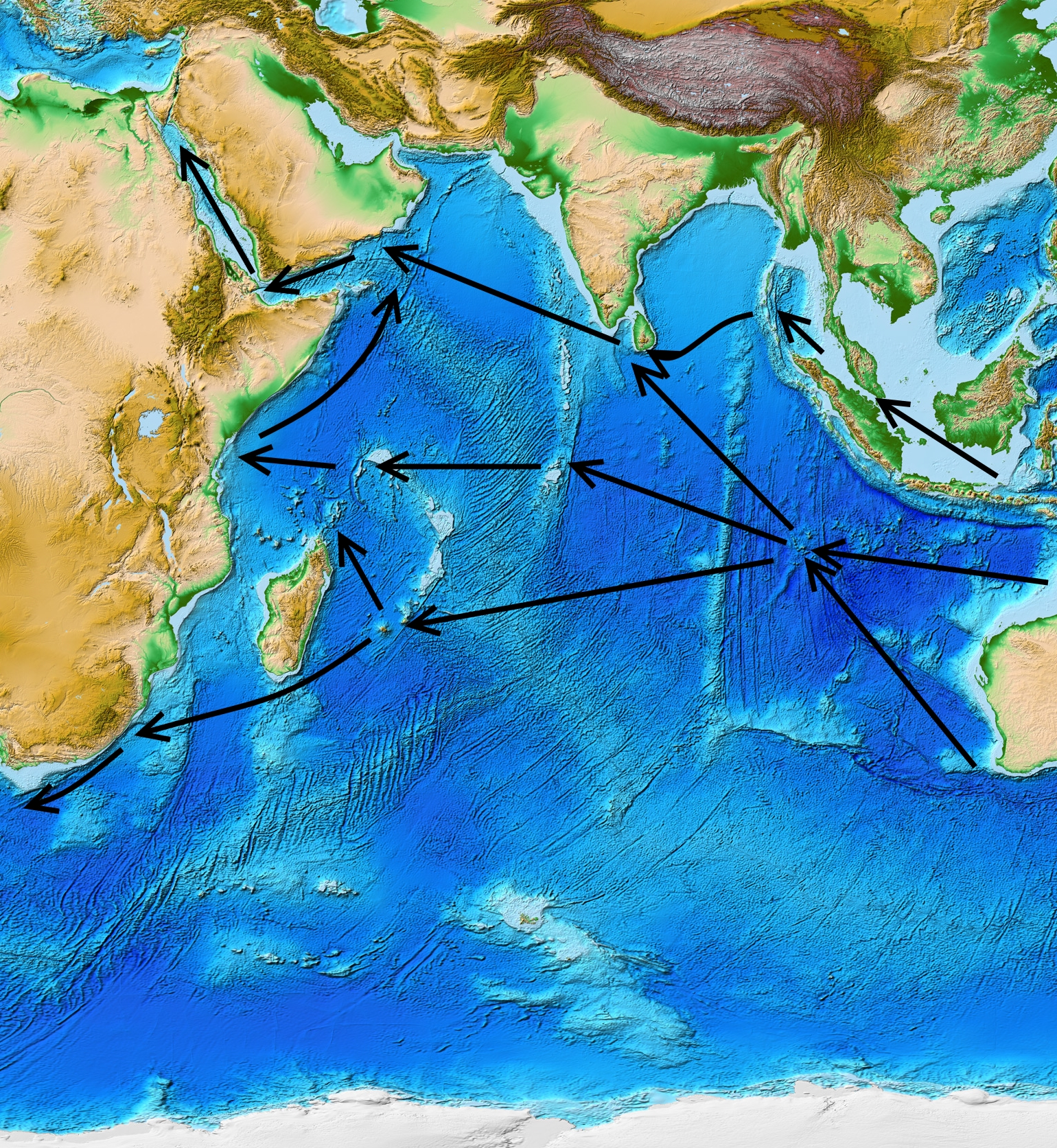
Bevorzugte Segelrouten über den Indischen Ozean in westlicher Richtung

Es gibt im Wesentlichen drei Routen von Südostasien (Australien, Sumatra, Indonesien, Thailand) westwärts über den Indischen Ozean, abhängig davon, wie man Afrika umrunden möchte. Der Südkurs beginnt im Norden oder Nordosten Australiens und führt zunächst nach Cocos Keeling mitten im Ozean. Mauritius oder La Réunion liegen auf dem Weg nach Madagaskar, das man auf dem Weg nach Durban oder Cape Town (Südafrika) aber auch rechts liegen lassen kann.
Wer nach Zentralafrika, also etwa nach Kenia möchte, kann bereits ab Cocos Keeling etwas nördlicher steuern und über die Seychellen sein Ziel erreichen.
Der nördliche Weg, über Sri Lanka und die indische Südspitze, führt zum Roten Meer. Der Weg durch das Rote Meer und den Suezkanal ist die direkteste Verbindung ins Mittelmeer und damit zurück nach Europa. Leider führt diese Route am Horn von Afrika in Somalia vorbei, wo die Gefahr von Piraterie sehr groß ist. Yachten haben also das Piratenrisiko gegen die wesentlich weitere Strecke einer Umsegelung von Afrika abzuwägen. Wer sich für die Route durch den Golf von Aden zum Suezkanal entscheidet, sollte sich mit den zuständigen Behörden verständigen. Verschiedene Staaten betreiben Kriegsschiffe zur Sicherung dieses für den Welthandel wichtigen Verkehrsweges, die EU ist mit der Operation Atalanta vertreten.
Im Indischen Ozean müssen die großen Windsysteme genau berücksichtigt werden, wenn man keine unangenehme Überfahrt mit Sturm oder permanentem Gegenwind erleben möchte. Der Monsun ist insbesondere im Norden wetterbeherrschend. Im Januar weht rund um Indien der Nordostmonsun, der vergleichsweise kühl und trocken ist und sich daher für eine Segelreise anbietet. Im Juli dreht der Monsun auf Südwest und bringt damit erhebliche, wolkenbruchartige Niederschläge mit oft über 7 Beaufort Windstärke. Zudem ist es schwül. In der Zeit dazwischen ist es vor allem heiß. Stürme durch Tiefdruckgebiete sind im Indischen Ozean eher selten. Die Wirbelsturmsaison reicht hier von April bis Dezember. Die meisten Zyklone entstehen im Golf von Bengalen – jährlich etwa 2, dazu etwa 5–6 schwächere Wirbelstürme.
Weiter südlich, zwischen etwa 5° und 25° Süd, weht ganzjährig der Südostpassat. Im Südindischen Ozean treten schwere Wirbelstürme ganzjährig auf, vermehrt aber im Südsommer. Die Meeresströmungen im nördlichen Indischen Ozean werden vom Monsun beeinflusst, setzen also im Januar westwärts, im Juli ostwärts. Der Südäquatorialstrom bei rund 10° Süd setzt ebenfalls nach Westen, der Gegenstrom ist jahreszeitabhängig irgendwo dazwischen.

## Mittelmeer
Für den Weltumsegler ist das Mittelmeer die Verbindung zwischen dem Suezkanal und der Straße von Gibraltar. Die gesamte Strecke umfasst doch immerhin 2000 Seemeilen, wobei hier jede Menge Zwischenstopps möglich sind, insbesondere in Griechenland, Italien und auf Malta. Wegen der unübersichtlichen Sicherheitslage in Folge des Arabischen Frühlings und der anhaltenden Flüchtlingskrise im Mittelmeer kann es angezeigt sein, nicht zu nah an der afrikanischen Küste entlangzusegeln, um nicht für ein Schmuggelboot gehalten zu werden.
Die großen umgebenden Landmassen und die durchschnittlich hohen Temperaturen bewirken sehr regelmäßige Land-See-Windsysteme, nach denen man oft sogar die Uhr stellen kann. Diese sind aber in gewissen Revieren so stark, dass sie nicht unterschätzt werden dürfen und durchaus 6 Beaufort erreichen können.